# Львов, Дмитрий Петрович
Князь Дмитрий Петрович Львов (р…? — ум. 1660) — русский дипломат, голова, воевода, наместник и боярин во времена правления Михаила Фёдоровича и Алексея Михайловича.
Из старшей ветви княжеского рода Львовых. Старший сын князя Петра Михайловича Львова. Брат князей Василия и Семёна Петровичей, племянник бездетного князя А. М. Львова.

## Биография
В 1619 году прислан сеунчем к Государю от Ф.И. Шереметьева с известием о заключении Деулинского договора о мире с Польшей. Государь за сеунч пожаловал его: 40 соболей, камку и 70 рублей.
В 1623 году пожалован в стольники, с этого времени и до пожалования в бояре, многократно упоминается в данном чине в дворцовых разрядах на различных мероприятиях. На свадьбе царевича Михаила Михайловича Кайбулина и девицы Марии Григорьевны Ляпуновой четвёртый в свадебном поезде. В сентябре 1625 года на бракосочетании царя Михаила Фёдоровича с княжной Марией Владимировной Долгоруковой тридцать девятый в свадебном поезде. В 1628—1630 — воевода в Рыльске. В 1630—1633 воевода в Великом Устюге. В апреле 1635 — воевода Большого полка в Переяславле Рязанском, а по вестям велено ему быть в сходе в Туле с князем Иваном Никитичем Хованским, позже голова у стольников при встрече литовских послов за Тверскими воротами. В этом же году И.Т. Фустов и Ф.С. Колтовский местничали с князьями П.Р. Барятинским и Д.П. Львовым, местничество проиграли и посажены в тюрьму.
Весной 1638 года, назначенный воеводой в Яблонов, новую крепость Белгородской засечной черты — Д. П. Львов, утвердил постройку крепости "Красный город на Короче" на новом месте и  руководил её возведением. В январе 1639 года он участвовал в перенесении гроба царевича Ивана Михайловича в Архангельский собор, где неоднократно дневал и ночевал, тоже в апреле при гробе царевича Василия Михайловича.
В 1641 — первый полковой воевода в Мценске, для охранения от прихода крымцев и нагайцев. В 1642 году один из стольников, которым было объявлено решение Земского собора относительно Азова: удерживать ли его или возвратить туркам. В 1645 году осадный воевода в Лихвине, где провёл осмотр лихвинских засек и при донесении приложил подробную опись этих засек и их исправлении, с мая воевода в Одоеве, к которым и относились лихвинские засеки. В сентябре 1645 году, в день венчания на царство Алексея Михайловича, пожалован в окольничие.
В 1646—1648 — служил вторым воеводою Большого полка в ряде городов на южном порубежье Московского государства: Белгороде, Ливнах, Валуйках. Неоднократно участвовал в приёмах различных посольств и в дипломатических переговорах. В 1648 году на бракосочетании царя Алексея Михайловича с Марией Ильиничной Милославской шестым ходил перед Государём. В сентябре 1651 года ехал первым для становления государевых станов, во время царского богомолья в Троице-Сергиев монастырь, где приглашался к царской трапезе. С ними путешествовали литовские послы, коим царь пожелал показать, как пышно и богато выезжает русский царь на загородные прогулки и в компетенцию князя Львова входило это продемонстрировать. В 1652 году послан вторым в село Воздвиженское для встречи мощей Святого митрополита Филиппа. В этом же году приводил к присяге в верности Государю царевичей-чингизидов: Сибирского Алтана Кучумовича с детьми и Касимовского царевича Сеита Араслановича. В 1654 году князь Д. П. Львов участвовал в первом походе царя Алексея Михайловича на Великое княжество Литовское, был одним из воевод передового полка. В этом же году первый судья в Челобитном приказе, в мае послан третьим воеводой Передового полка в Вятку, где в июле в бою с поляками и литовцами был ранен. В этом же году направлял в Разрядный приказ челобитную о несоблюдении дьяком И. Северовым указа о безместии, где затрагивались его интересы.
В феврале 1655 года, в день именин царевича Алексея Алексеевича, пожалован в бояре. С этого времени неоднократно упоминается в числе приглашённых к царскому и патриаршему столу, по различным поводам.
С 1656 — наместник в Муроме, третий в ответе с шведскими послами, обедал с немецкими послами. В этом же году за отличные службы приглашён к Государеву столу, где пожалованы шуба атласная золотая, серебряный кубок и придачей к его окладу 150 рублей, а позднее вновь упоминается в походе из Смоленска под Ригу против шведов. В этом же году третий воевода князь Д.П. Львов, оспаривал указ, где обнаружил, что в наказе первый воевода князь Н.И. Одоевский написан не как положено по указам "с товарищи" а с именами подчинённых, что было Львову не выгодно, так как тем самым фиксировалась его сравнительно низкое назначение, Львов бил челом о безместии, как бы предвосхищая мнения сторонников отмены местничества.
В 1658 году назван Брянским наместником, был третьим в ответе с шведскими послами. С мая 1658-1660 год первый воевода в Астрахани. Одной из ключевых задан на воеводстве было упорядочение и расширение виноделия в крае, обучение ремеслу учеников, к коим из Москвы был послан учитель иноземец.
Умер в 1660 году.
По родословной росписи показан бездетным.

## Поместья
В 1677 году старец Галактион, келарь Троицкого Макарьевского Желтоводского монастыря написал челобитную, при разборе которой выяснилось, что князь Дмитрий Петрович Львов со своим братом Семёном Петровичем самовольно завладели монастырскими оброчными землями в Нижегородском уезде, землёю, сенокосными покосами и рыбной ловлей по речке Кержанцу, данные монастырю на помин души князя Бориса Михайловича Львова. Они не только завладели землёю, но и поселили на ней своих крестьян.